# Madonna Pazzi
La Madonna Pazzi è un'opera di Donatello, conservata nel Bode-Museum di Berlino, in particolare nella collezione di sculture (Skulpturensammlung). Si tratta di un rilievo marmoreo di forma rettangolare (74,50x69,50 cm), risalente al 1425-1430 circa.

## Storia
L'opera, proveniente in tutta probabilità dal Palazzo Pazzi della Congiura in Firenze, venne scolpita per la devozione privata all'epoca dell'inizio della collaborazione con Michelozzo. La figura ebbe uno straordinario successo, infatti se ne conoscono diverse copie.

## Descrizione e stile
La Madonna è raffigurata a mezzobusto col Bambino in braccio, entrambi privi di aureola. Essi si avvicinano teneramente e con intensa intimità fino a comporre con i loro due visi una cosa sola (sviluppando l'iconografia bizantina della Madonna Eleousa), sottolineato anche dall'ovale generato dal braccio del Bambino, proteso affettuosamente verso la madre. Nel gruppo si percepisce anche una sorta di pathos e malinconia, dati dall'assenza di espressioni di gioia o allegria: si tratta probabilmente di un riflesso consapevole della sorte del figlio, destinato alla Passione e al martirio.

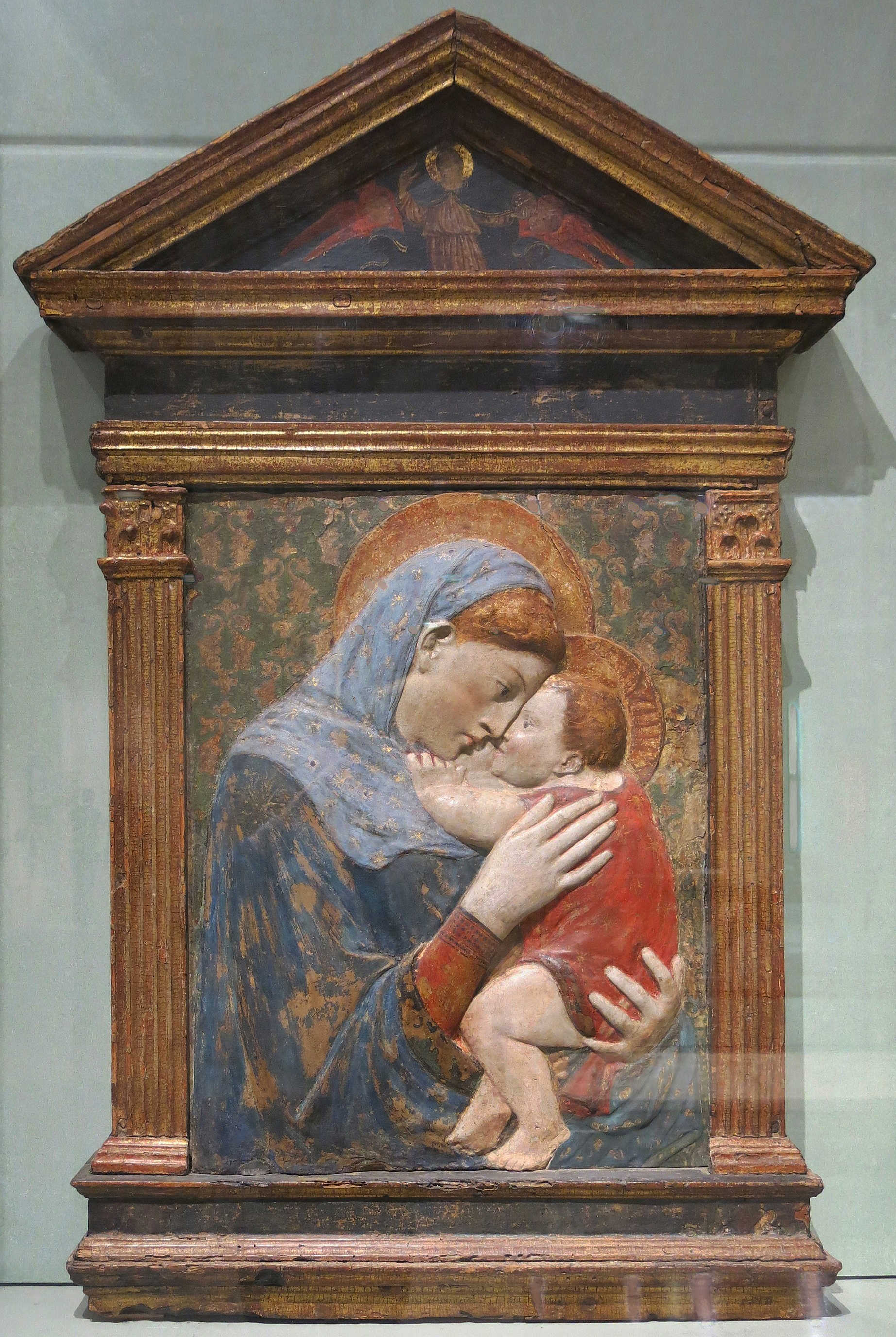
Copia di bottega, Louvre

Il rilievo "stiacciato" è trattato con straordinario virtuosismo, come dimostra la morbidezza così tridimensionale delle mani (in realtà spesse pochissimi millimetri), con la sinistra rappresentata in scorcio. La tridimensionalità è anche accentuata dalla cornice che ha la forma di una finestra prospetticamente schiacciata: questo dettaglio rivela anche l'accorgimento ottico per una perfezionata visione dal basso, a riconferma che doveva trattarsi di oggetto devozionale privato davanti al quale inginocchiarsi.
È evidente una spiccata sensibilità per la linea, che anima il panneggio e i contorni delle figure, e con un'attenzione sia alla classicità, soprattutto nel perfetto profilo di Maria, sia alla scultura trecentesca, nella sua monumentalità severa, quasi arcaica. Donatello raggiunse un notevole risultato riuscendo a fondere due aspetti apparentemente contraddittori come la monumentalità e l'intimità.